# كريستينا مانينغ
كريستينا مانينغ (بالإنجليزية: Christina Manning)‏ هي واثبة حواجز ‏ أمريكية، ولدت في 20 مايو 1990 في والدورف في الولايات المتحدة.

## وصلات خارجية
- كريستينا مانينغ على موقع الاتحاد الدولي لألعاب القوى (الإنجليزية)
- كريستينا مانينغ على موقع الاتحاد الأمريكي لسباقات المضمار والميدان (الإنجليزية)
- كريستينا مانينغ على موقع الدوري الماسي (الإنجليزية)
- كريستينا مانينغ على موقع اللجنة الأولمبية الدولية (الإنجليزية)
- كريستينا مانينغ على موقع أوليمبيديا (الإنجليزية)
- كريستينا مانينغ على موقع اللجنة الأولمبية والبارالمبية الأمريكية (الإنجليزية)